# Lloyd C.V
Lloyd C.V – austro-węgierski samolot rozpoznawczy. Wszedł do służby w 1917 roku.

## Historia
Samolot stanowił rozwinięcie poprzednio opracowanych konstrukcji w zakładach Lloyd. Aby poprawić osiągi zastosowano mocniejszy silnik, zmniejszono wymiary oraz poprawiono aerodynamikę poprzez przekonstruowanie płatów, usterzenia oraz zastosowanie kołpaku śmigła. Cała powierzchnia maszyny, poza sterami i lotkami, była kryta sklejką, dlatego też lotnicy i personel naziemny nadali mu nieoficjalną nazwę Fornir. Macierzyste zakłady Lloyda uruchomiły produkcję samolotów z silnikiem Austro-Daimler o mocy 136 kW (185 KW), które produkowano w ramach serii o numerze 46 liczącej 48 egzemplarzy. Zakłady WKF produkowały maszyny z silnikami Benz Bz-IVa o mocy 164 kW (220 KM) w ramach serii oznaczonej numerem 82, powstało ich 96. sztuk. 
Do jednostek frontowych na froncie wschodnim i włoskim samoloty trafiły w 1917 r. W trakcie eksploatacji uznano je za nieprzydatne do zastosowań bojowych z uwagi na kruchość konstrukcji. Maszyny wycofano do szkół lotniczych i jednostek zapasowych. 
Wyprodukowano 144 egzemplarze samolotu. Po I wojnie światowej używane w lotnictwie polskim, z którego zostały wycofane w 1924 roku, a także ukraińskim oraz węgierskim.

## Użycie w polskim lotnictwie

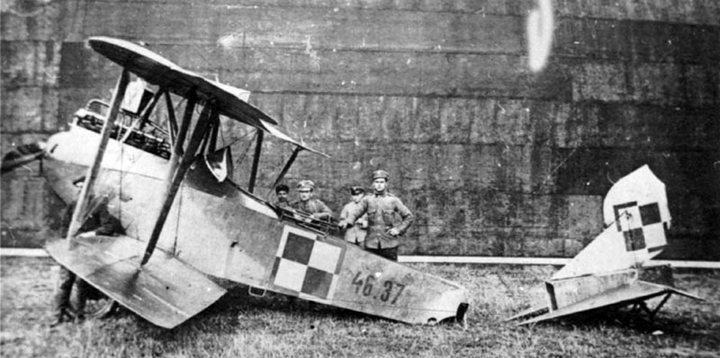
Lloyd C.V nr 46.37 z 8. Eskadry Wywiadowczej

Pięć samolotów zostało przyjęte w listopadzie 1918 roku na lotnisku w Lublinie, jeden przejęto w Krakowie. Z racji tego, że były jednymi z nowocześniejszych ze zdobytych maszyn już 9 stycznia 1919 r. dwa samoloty Lloyd C.V z 9. eskadry wywiadowczej skierowano na lotnisko wysunięte, skąd wykonywały loty rozpoznawcze. Zostały użyty bojowo podczas działań wojennych wojny polsko bolszewickiej w 2. eskadrze wywiadowczej. W późniejszym czasie wykorzystywano je również w 8. eskadrze wywiadowczej i I. Niższej Szkoły Pilotów w Krakowie. Były użytkowane w polskim lotnictwie do 1924 roku.

## Konstrukcja
Jednosilnikowy rozpoznawczy samolot dwupłatowy o konstrukcji drewnianej z dwuosobową załogą.
Skrzydła o konstrukcji dwudźwigarowej z lotkami na górnym płacie. Kadłub o konstrukcji kratownicowej. Kabina załogi wspólna, w układzie wannowym. Usterzenie o konstrukcji spawanej z rur stalowych. Podwozie trójpunktowe z płozą ogonową. 